# Joaquín Climent Asensio
Joaquín Climent Asensio (Requena, Plana d'Utiel; 7 de setembre de 1958) és un actor valencià.

## Biografia
Germà del pilot de ral·lis Luis Climent.
Des de principis dels anys 1980 ha treballat amb importants directors de teatre espanyol com Miguel Narros, durant la seva etapa al Teatro del Arte de 1981 a 1983. Així mateix va actuar sobre les taules sota la direcció d'Adolfo Marsillach i Manuel Canseco, entre d'altres.
Tradicionalment cada any forma part del jurat del Certamen Internacional de Teatre Breu "Fundació de Requena".
Durant 2006 i 2007 va compatibilitzar la sèrie El comisario amb la comèdia teatral Tres versiones de la vida, de l'autora Yasmina Reza. En ella va compartir repartiment amb Sílvia Marsó, que també produïa el muntatge, José Luis Gil, Carmen Balagué, adaptada i dirigida per Natalia Menéndez.
Al maig de 2007 Climent va presentar en TV Màlaga el telefilme Càmping, cinta inspirada en el campament dels treballadors de Sintel per a defensar els seus drets laborals. En aquest film, dirigit i escrit per Lluís Arcarazo, comparteix paper protagonista amb María Barranco, amb la qual no rodava des del curt No se lo digas a nadie en 1985.
El 26 d'octubre de 2007 va gravar la seva última aparició a El comisario de Telecinco.
Entre 2008 i 2009 participà a la sèrie Física o química d'Antena 3. En ella Joaquín interpretava a Adolfo, un exigent cap d'estudis que ha d'acceptar que el seu fill entra a formar part del professorat. Posteriorment ha col·laborat amb la sèrie Infidels a TV3 (Televisió de Catalunya) i en 2010 s'incorpora a la 6a temporada del serial de sobretaula Amar en tiempos revueltos de TVE-1. En 2011 torna a Física o química amb motiu del final de la sèrie i el 2013 s'incorpora a Gran Reserva. El origen.

## Filmografia

### Pel·lícules
- 2018 - Cuando dejes de quererme
- 2017 - El bar
- 2017 - Pieles
- 2016 - Cien años de perdón
- 2015 - B, la pel·lícula
- 2014 - Cocote, historia de un perro curtmetratge basat en una novel·la de Guy de Maupassant
- 2011 - Última secuencia (curtmetratge)
- 2011 - La chispa de la vida com Javier Gándara
- 2010 - Morir cada día (curtmetratge)
- 2010 - Balada triste de trompeta com Pare de família
- 2009 - Del amor y otros demonios com Marqués
- 2008 - Martina y la luna (curtmetratge)
- 2007 - Pudor com Juan Luis
- 2006 - Salvador (Puig Antich) com Policia BPS
- 2006 - Banal como Tomás
- 2005 - Oculto com oberto
- 2004 - Héctor com Juan
- 2003 - La suerte dormida com Hormaeche
- 2002 - Los lunes al sol com Rico
- 2002 - Perdidos com Jorge
- 2001 - Noche de reyes com Ernesto Cuspineda
- 2001 - El palo com Enrique
- 2000 - Besos para todos com Governador
- 2000 - El otro barrio com Pare
- 1999 - París Tombuctú com Planelles
- 1999 - Goya en Burdeos com Moratín
- 1997 - El color de las nubes com Pare
- 1997 - Eso com Pare Domingo
- 1997 - ¿De qué se ríen las mujeres? com Santiago
- 1997 - El móvil com Pedro
- 1996 - Best-Seller: El premio com Lucas
- 1995 - Juego de llaves com Esposo
- 1995 - La niña de tus sueños com Jefe de servicio
- 1995 - El niño invisible com a Max
- 1993 - Todos a la cárcel com Ministre
- 1993 - Kika com Assassí
- 1993 - El hombre de la nevera com Tomas
- 1992 - La reina anónima
- 1991 - La noche más larga com Assessor Instructor
- 1989 - Bajarse al moro com Policia Joven
- 1988 - Miss Caribe como Cartero
- 1988 - Amanece como puedas
- 1988 - Mujeres al borde de un ataque de nervios com Policia Spot
- 1985 - No se lo digas a nadie

## Teatre
- 2013-2014 - Desclasificados Director: Pere Riera
- 2013 - Alma de Dios Director: Jesús Castejón
- 2006-2006 - Tres versiones de la vida. Directora: Natalia Menéndez
- 2004-2005 - Continuidad de los parques. Director: Jaime Pujol
- 1997 - La secretaria. Directora: María Ruiz
- 1996 - Las arrecogías del beaterio de Santa María Egipcíaca. Director: Vicente Genovés
- 1995 - La ley de la selva. Director: Manuel Canseco
- 1992 - El lunático. Director: Emilio Hernández
- 1991 - El astrólogo fingido. Director: José Luis Sáiz
- 1991 - El cántaro roto. Director: Pedro M. Sánchez
- 1990 - Voces de gesta. Director: Emilio Hernández
- 1989 - El vergonzoso en palacio. Director: Adolfo Marsillach
- 1988 - El alcalde de Zalamea. Director: José Luís Alonso
- 1987 - La Celestina. Director: Adolfo Marsillach
- La señorita Julia. Director: Tomás Gallo
- 1983 - Don Juan Tenorio. Director: Miguel Narros
- 1982 - El rey Lear. Director: Miguel Narros
- 1981 - Seis personajes en busca de autor. Director: Miguel Narros

### Televisió
| Any         | Sèie                                | Canal      | Personatge           | Notes        |
| ----------- | ----------------------------------- | ---------- | -------------------- | ------------ |
| 1982        | Teatro                              | La 1       |                      | 1 episodi    |
| 1983        | Don Juan Tenorio                    | La 1       |                      | 1 episodi    |
| 1985        | La huella del crimen                | La 1       | Tertuliano           | 1 episodi    |
| 1991        | Las chicas de hoy en día            | La 1       | Pep Francesc         | 1 episodi    |
| 1991        | El Quijote de Miguel de Cervantes   | La 1       |                      | 1 episodi    |
| 1993 - 1995 | Farmacia de guardia                 | Antena 3   | Ricardo Ventosera    | 5 episodis   |
| 1994        | La mujer de tu vida 2               | La 1       | Policia              | 1 episodi    |
| 1994        | ¡Ay, Señor, Señor!                  | Antena 3   |                      | 2 episodis   |
| 1995        | Hermanos de leche                   | Antena 3   |                      | 1 episodi    |
| 1996        | Los ladrones van a la oficina       | Antena 3   |                      | 1 episodi    |
| 1997        | Turno de oficio: Diez años después  | La 1       | Chema                | 1 episodi    |
| 1997        | Blasco Ibáñez, la novela de su vida | La 1       | Marit de Chita       | 2 episodis   |
| 1997 - 1998 | Querido maestro                     | Telecinco  | Vicente Campillo     | 39 episodis  |
| 1999        | 7 vidas                             | Telecinco  | Esteban              | 1 episodi    |
| 1999 - 2007 | El comisario                        | Telecinco  | Pascual Moreno       | 162 episodis |
| 2008 - 2011 | Física o química                    | Antena 3   | Adolfo Madrona       | 40 episodis  |
| 2010        | El gordo                            | Antena 3   | Tío Paco             | 2 episodis   |
| 2010        | La huella del crimen 3              | La 1       | Blázquez             | 1 episodi    |
| 2010        | Estudio 1                           | La 1       | Valerio              | 1 episodi    |
| 2010 - 2011 | Infidels                            | TV3        | Esteban Fábregas     | 11 episodis  |
| 2010 - 2012 | Amar en tiempos revueltos           | La 1       | Trino Muñoz          | 517 episodis |
| 2011        | 14 d'abril: Macià contra Companys   | TV3        | Niceto Alcalá-Zamora | TV-Movie     |
| 2013        | Amar es para siempre                | Antena 3   | Trino Muñoz          | 1 episodi    |
| 2013        | Libres                              | YouTube    | José Luis            | 1 episodi    |
| 2013        | Gran Reserva. El origen             | La 1       | Dimas                | 82 episodis  |
| 2014        | Ciega a citas                       | Cuatro     | Zabaleta             | 137 episodis |
| 2014        | Hermanos                            | Telecinco  |                      | 2 episodis   |
| 2015 - 2017 | Seis hermanas                       | La 1       | Benjamín Fuentes     | 489 episodis |
| 2019        | Vota Juan                           | TNT España | Luis Vallejo         | 7 episodis   |
| 2019        | Derecho a soñar                     | La 1       | Francisco Zabálburu  | 130 episodis |

## Premis i nominacions
- 2011 Premi mejor actor per Morir cada día al Festival Curtmetratges de Castella i Lleó, Aguilar de Campoo
- 2011 Premi millor actor per Última secuencia al Festival de Cinema d'Astorga
- 2011 Premi Millor actor per Morir cada día al Festival de Cinema de l'Alfàs del Pi[4]
- 2015 Premi Far de Plata al Festival de Cinema de l'Alfàs del Pi[5]
- Unión de Actores
- 2007: Nominat al Premi Unión de Actores al millor actor de repartiment de televisió per El comisario.
- 2006: Nominat al Premi Unión de Actores al millor actor de repartiment de televisió per El comisario.
- 2003: Premi Unión de Actores al millor actor de repartiment de cinema per Los lunes al sol (2007).[6]